# سيث اولسن
سيث اولسن (بالإنجليزية: Seth Olsen)‏ هو لاعب كرة قدم أمريكية أمريكي، ولد في 17 ديسمبر 1985 في ويلمر في الولايات المتحدة.

## وصلات خارجية
- سيث اولسن على موقع مرجع كرة القدم المحترفة.كوم (الإنجليزية)